# 阮經天
阮 經天（イーサン・ルアン、Ethan Ruan、1982年11月8日 - ）は台湾の俳優。父親が浙江省出身の外省人。身長186cm。

## 経歴
凱渥CatWark所属の男性モデル。台湾のドラマ『ハートに命中!100%』で主演を務め、他にも多くの作品に出演した。『モンガに散る』で第47回金馬奨最優秀主演男優賞を受賞。

## 出演作

### ドラマ
- 2004年（米迦勒之舞）- Ghost 役
- 2005年『緑のシンフォニー』（緑光森林）- オウブン 役
- 2006年『花ざかりの君たちへ』（花樣少年少女）- 神楽坂真言 役
- 2007年『ぴー夏がいっぱい』（熱情仲夏）- 舟橋京太 役
- 2007年『墾丁は今日も晴れ!』（我在墾丁*天氣晴）- クォ・シャオナン 役
- 2008年『ハートに命中!100%』（命中注定我愛你）- ジェイ 役
- 2008年（無敵珊寶妹）- 紀存希（特別出演） 役
- 2009年『敗犬女王』（敗犬女王）- ルーカス 役
- 2018年『扶揺 〜伝説の皇后〜』（扶搖）- 長孫無極 役

### 映画
- 2007年『レジェンド・オブ・ソルジャー -選ばれし者-』（神選者）- 阿建 役
- 2007年『ウエスト・ゲートNo.6』（六號出口）- ヴァンス 役
- 2008年『Orzボーイズ!』（囧男孩）- 成人後のウソつき2号 役（特別出演）
- 2008年（男生贾里）- -查老师 役（特別出演）
- 2008年（愛到底-幸運）- 小天 役
- 2010年『モンガに散る』（艋舺）- モンク 役
- 2011年『LOVE』（愛）（第7回大阪アジアン映画祭で『LOVE』の邦題で、2012東京／長崎・中国映画週間で『愛』の邦題で上映）
- 2012年『フライング・ギロチン』（血滴子） - 冷 役
- 2014年『軍中楽園』（軍中樂園） - ルオ・バオタイ 役
- 2015年『黒衣の刺客』（刺客 聶隱娘） - 夏靖（シャアジン） 役
- 2015年『恋する都市 5つの物語』（恋愛中的城市）
- 2016年『シチリアの恋』（谎言西西里）
- 2018年『王朝の陰謀 闇の四天王と黄金のドラゴン』（狄仁杰之四大天王）
- 2019年『ナイト・オブ・シャドー 魔法拳』（神探蒲松齢）
- 2023年『我、邪で邪を制す』（周處除三害） - 陳桂林 役

## 音楽

### オリジナルサウンドトラック
- 2005年 《綠光森林》
  - 勇敢的幸福 - Sweety、阮經天、陳宇凡
  - 三個字 - 阮經天、曾之喬

### MV出演
- 2002年
  - 戴佩妮（愛過）（躲在夜裏）
  - 梁静茹（我喜歡）
  - 溫嵐（不吵不鬧）
  - 陳予新（天堂與地獄）
- 2003年
  - 孫燕姿（神奇）（休止符）
  - S.H.E（河濱公園）
  - 王菲（煙）
  - 張惠妹（就是我想你）
- 2005年
  - 戴佩妮（試探）
- 2007年
  - 王心凌（那年夏天寧靜的海）
- 2008年
  - 蕭敬騰（奮不顧身）
  - S.H.E（安靜了）
  - 梁静茹（没有如果）
- 2009年
  - 蔡依林（妥協）

## CM
多喝水
多采多姿
線上遊戲天翼之鍊
0982亞太寬頻－Qma功夫篇
石器時代On line-寵物進化史
富邦銀行-發現金卡-100的迷失
肯德基
麥當勞（新加坡）
2006年 dopod手機
Men's uno
FHM
美麗佳人
蔻麗
Play
My Color

## 参加番組
- 2004年
  - 9月4日 《我猜我猜我猜猜猜--人不可貌相》陽光男孩
  - 《新聞二手E》
  - 《志永智勇電力學校》
- 2005年
  - 5月20日《最後之舞》宣伝。
- 2007年
  - 2月13日 《我愛黑澀會--擋不了的夢幻甜品（下）》, 宣伝《熱情仲夏》。
  - 3月23日 《康熙來了》, 宣伝《熱情仲夏》。
- 2008年
  - 2月14日 《完全娛樂》, 宣伝《命中注定我愛你》。
  - 3月12日 《我愛黑澀會--誰能擄獲男孩心》宣伝《命中注定我愛你》。
  - 3月13日《型男大主廚》宣伝《命中注定我愛你》。
  - 3月13日《鑽石夜總會》宣伝《命中注定我愛你》。
  - 3月21日 出席《命中注定我愛你》三立首映禮。
  - 4月7日《完全娛樂》, 宣伝《命中注定我愛你》。
  - 5月3日 参加《命中注定我愛你》粉絲見面會。
  - 6月21日 阮經天、陳喬恩為慶祝10.93的超高收視率特於台中廣三SOGO百貨一樓廣場下午兩點舉辦「破10簽名會」。
  - 6月25日 阮經天於台北県三芝鄉淺水灣實現破10收視率裸泳承諾。